# Don Hanly
Don Hanly, född 5 april 1954, är en australisk friidrottare. Han deltog vid olympiska sommarspelen 1976.